# Passa e Fica
Passa e Fica é um município brasileiro localizado no interior do estado do Rio Grande do Norte, distante 107 quilômetros a sudoeste da capital do estado, Natal.

## Geografia
Na divisão territorial do Brasil feita pelo Instituto Brasileiro de Geografia e Estatística (IBGE) em 2017, Passa-e-Fica pertence à Região Geográfica Intermediária de Natal e à Região Geográfica Imediata de Santo Antônio-Passa e Fica-Nova Cruz. Até então, na divisão em mesorregiões e microrregiões que vigorava desde 1989, o município fazia parte da microrregião do Agreste Potiguar, na mesorregião homônima.
Com apenas 42,137 km² de área (dos quais 1,447 km² de área urbana), é o sexto menor município do Rio Grande do Norte em território, ocupando apenas 0,0798% da superfície estadual. Limita-se a norte com Lagoa d'Anta e São José do Campestre; a sul com Araruna e Tacima (ex-Campo de Santana), ambas no vizinho estado da Paraíba; a leste com Nova Cruz e a oeste com Serra de São Bento. Está distante 107 km de Natal, capital estadual, e 2 363 km da capital federal, Brasília.

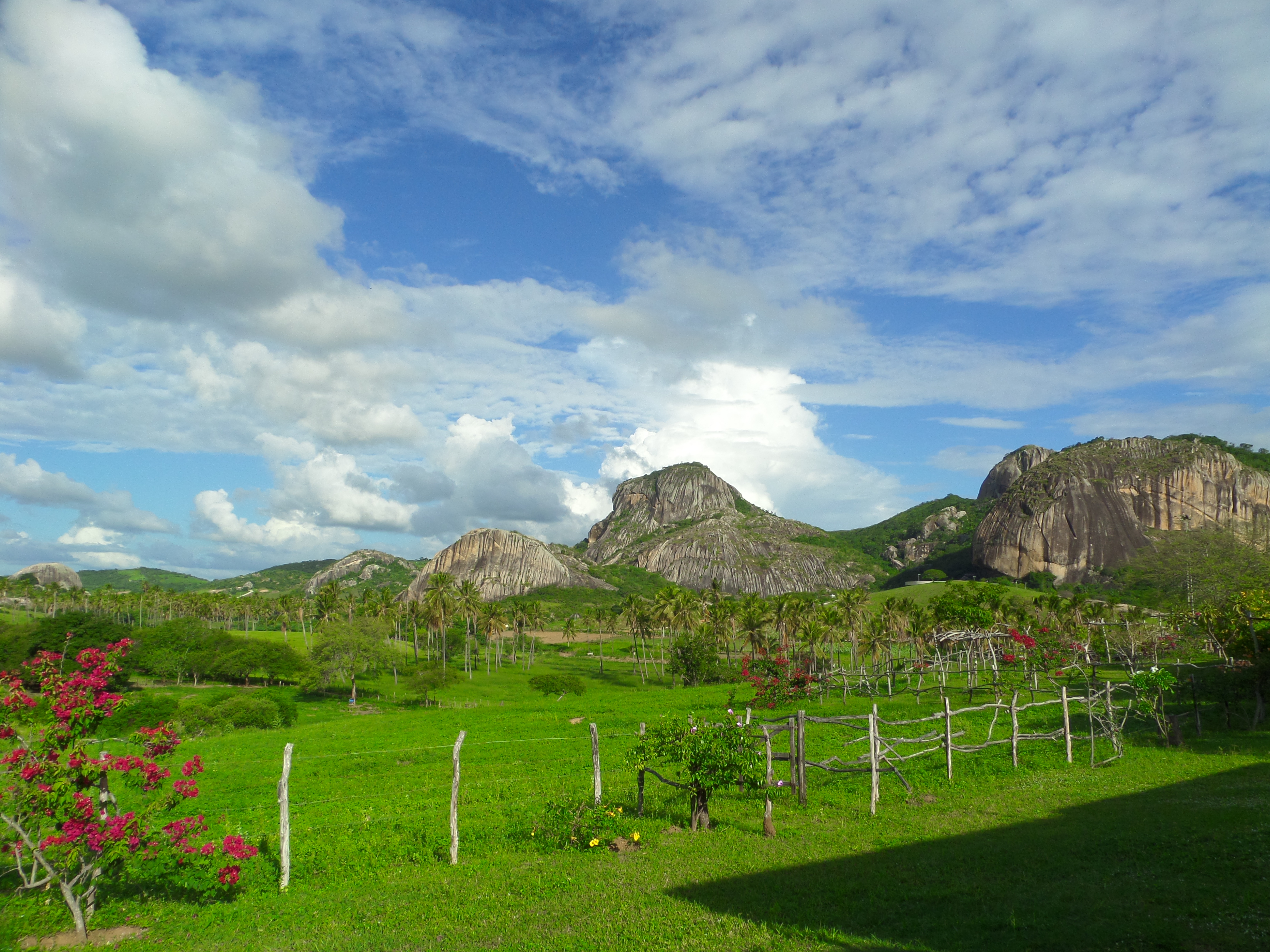
Fotografia da área rural de Passa-e-Fica, com a Pedra da Boca, na Paraíba, em primeiro plano

O relevo de Passa-e-Fica, com altitudes predominando entre 200 e 800 metros, está inserido na depressão sublitorânea, localizada entre os tabuleiros costeiros e o Planalto da Borborema. As áreas mais baixas do município estão na área de abrangência das rochas metamórficas que compõem o embasamento cristalino, formadas no período Pré-Cambriano Médio, com idade entre 1,1 bilhão e 2,5 bilhões de anos. O restante é formado por coberturas colúvios-eluviais ou paleocascalheiras, constituído em parte por rochas do Grupo Barreiras, oriundas do período Quaternário, cujo intemperismo deu origem a solos arenosos e lixiviados.
O solo de Passa-e-Fica, típico de áreas de relevo de suave a ondulado, é altamente fértil e possui textura mista, constituída por areia e argila, porém pouco desenvolvido e mal drenado, caracterizando os planossolos sódicos. Por serem rasos, são cobertos por uma vegetação de pequeno porte, a caatinga hipoxerófila, cujas espécies perdem suas folhas na estação seca, sendo comum a presença de arbustos e árvores com espinhos.
Na hidrografia, a maior parte do território municipal (65,97%) pertence à bacia do rio Jacu e o resto (34,03%) na bacia do rio Curimataú. O principal curso de água é o Rio Calabouço que, com cerca de sessenta quilômetros de extensão, demarca a divisa entre Rio Grande do Norte e Paraíba em boa parte do seu curso, tendo sua nascente na Serra da Araruna, na Paraíba, e desaguando no rio Curimataú em Nova Cruz. Este rio possui regime intermitente, isto é, desaparece no período seco, fluindo somente na estação das chuvas.
O clima é semiárido, com chuvas concentradas no período de março até julho. Segundo dados da Empresa de Pesquisa Agropecuária do Rio Grande do Norte (EMPARN), referentes ao período de abril de 2004 a fevereiro de 2020, a maior chuva em 24 horas registrada em Passa-e-Fica chegou a 135,5 mm em 25 de março de 2011. Outros acumulados iguais ou superiores a 100 mm foram 112,8 mm em 13 de junho de 2007, 112,7 mm em 13 de fevereiro de 2019 e 102,9 mm em 14 de fevereiro de 2018. Março de 2008 é o mês mais chuvoso da série histórica, com 374,6 mm.
| Dados climatológicos para Passa e Fica                                                              | Dados climatológicos para Passa e Fica | Dados climatológicos para Passa e Fica | Dados climatológicos para Passa e Fica | Dados climatológicos para Passa e Fica | Dados climatológicos para Passa e Fica | Dados climatológicos para Passa e Fica | Dados climatológicos para Passa e Fica | Dados climatológicos para Passa e Fica | Dados climatológicos para Passa e Fica | Dados climatológicos para Passa e Fica | Dados climatológicos para Passa e Fica | Dados climatológicos para Passa e Fica | Dados climatológicos para Passa e Fica |
| Mês                                                                                                 | Jan                                    | Fev                                    | Mar                                    | Abr                                    | Mai                                    | Jun                                    | Jul                                    | Ago                                    | Set                                    | Out                                    | Nov                                    | Dez                                    | Ano                                    |
| --------------------------------------------------------------------------------------------------- | -------------------------------------- | -------------------------------------- | -------------------------------------- | -------------------------------------- | -------------------------------------- | -------------------------------------- | -------------------------------------- | -------------------------------------- | -------------------------------------- | -------------------------------------- | -------------------------------------- | -------------------------------------- | -------------------------------------- |
| Temperatura máxima recorde (°C)                                                                     | 34,6                                   | 35                                     | 34,7                                   | 33,9                                   | 33,7                                   | 32,4                                   | 31,9                                   | 32,5                                   | 34,2                                   | 34,7                                   | 34,8                                   | 34,9                                   | 35                                     |
| Temperatura mínima recorde (°C)                                                                     | 21                                     | 21,8                                   | 21,2                                   | 21,9                                   | 20,9                                   | 19,9                                   | 19,3                                   | 18,9                                   | 19,4                                   | 20,4                                   | 21,4                                   | 21,4                                   | 18,9                                   |
| Precipitação (mm)                                                                                   | 65,1                                   | 70                                     | 104                                    | 110,8                                  | 74                                     | 107,6                                  | 74,3                                   | 34,4                                   | 27,1                                   | 4,3                                    | 6,7                                    | 14,9                                   | 693,2                                  |
| Fonte: EMPARN (médias de precipitação: 2004-2020; recordes de temperatura: 05/08/2021 a 04/09/2023) |                                        |                                        |                                        |                                        |                                        |                                        |                                        |                                        |                                        |                                        |                                        |                                        |                                        |

## Demografia
Com uma população de 11 100 habitantes no último censo demográfico, realizado em 2022, a densidade populacional chegava a 263,43 hab/km², a quarta maior do Rio Grande do Norte e a maior do interior, sendo também o 54° município mais populoso do estado e o 2 749° do Brasil, com 60,86% dos habitantes vivendo na zona urbana. Da população total, 50,38% eram do sexo feminino e 49,62% do sexo masculino, resultando em uma razão de 98,5 homens para cada cem mulheres. Quanto à faixa etária, 65,23% tinham entre 15 e 64 anos, 25,09% menos de quinze anos e 9,69% 65 anos ou mais.
Na pesquisa de autodeclaração do mesmo censo, 53,6% eram pardos, 42,05% brancos, 3,41% pretos e 0,94% amarelos. Quanto à nacionalidade, todos os habitantes eram brasileiros natos, dos quais 73,08% naturais do município (dos 85,74% nascidos no estado). Dentre os 14,26% naturais de outras unidades da federação, os estados com o maior percentual de residentes eram a Paraíba (10,75%), São Paulo (1,82%) e Rio de Janeiro (0,77%), havendo também nascidos em outros cinco estados.
Ainda segundo o mesmo censo, 85,99% dos residentes eram católicos apostólicos romanos, 10,38% evangélicos, 0,25% testemunhas de Jeová, 0,07% messiânicos e 0,05% católicos ortodoxos. Outros 3,07% declararam não seguir nenhuma religião. Na Igreja Católica, Passa-e-Fica pertence à Arquidiocese de Natal e possui como padroeira Nossa Senhora de Fátima, cuja paróquia foi criada em 10 de março de 2011. Também existem alguns credos protestantes ou reformados, dos quais o predominante é a Assembleia de Deus.
Passa-e-Fica possui um Índice de Desenvolvimento Humano (IDH-M) considerado médio do Programa das Nações Unidas para o Desenvolvimento (PNUD). Segundo dados do relatório de 2010, divulgados em 2013, seu valor era 0,606, estando na 83ª posição a nível estadual e na 3 999ª colocação a nível nacional. Considerando-se apenas o índice de longevidade, seu valor é 0,763, o valor do índice de renda é 0,565 e o de educação 0,516. Em 2010, 57,75% da população viviam acima da linha de pobreza, 21,51% abaixo da linha de indigência e 20,74% entre as linhas de indigência e de pobreza. No mesmo ano, os 20% mais ricos acumulavam 54,23% do rendimento total municipal, enquanto os 20% mais pobres apenas 2,78%, sendo o índice de Gini, que mede a desigualdade social, igual a 0,516.

## Política
O primeiro prefeito de Passa-e-Fica foi Ociram Damasceno Barbosa, nomeado pelo governador do Rio Grande do Norte, Aluízio Alves, ocupando o cargo de forma interina até 31 de janeiro de 1964, quando tomou posse o primeiro prefeito constitucional, Celso Lisboa. Até 2019, quatorze pessoas haviam ocupado o cargo de prefeito. Em 2020, foi eleito com 50,68% dos votos válidos Flaviano Correia Lisboa, do Partido Democrático Trabalhista (PDT), empossado em 1° de janeiro de 2021.
O prefeito exerce o poder executivo e nomeia livremente seus secretários, que o auxiliam na gestão. A administração municipal também se dá por uma câmara de vereadores, que representa o poder legislativo. Dentre as atribuições do legislativo estão a elaboração e a votação de leis fundamentais à administração e ao executivo, especialmente a lei de diretrizes orçamentárias. Tanto o prefeito quanto os vereadores são eleitos pelo voto direto para mandatos de quatro anos. A lei orgânica de Passa-e-Fica, que rege o município, foi promulgada em 1 de abril de 1990.
Existem também alguns conselhos municipais em atividade, sendo alguns deles: Alimentação Escolar, Assistência Social, Defesa Civil, Desenvolvimento Rural, Direitos da Pessoa Idosa, Direitos de Criança e do Adolescente, Educação, FUNDEB, Habitação, Meio Ambiente, Saúde e Tutelar. Passa-e-Fica é termo judiciário da comarca de Nova Cruz, de entrância intermediária, e pertence à 12ª zona eleitoral do Rio Grande do Norte, possuindo, em dezembro de 2020, 8 187 eleitores, de acordo com o Tribunal Superior Eleitoral (TSE), o equivalente a 0,348% do eleitorado potiguar.

## Infraestrutura básica
O serviço de abastecimento de água de Passa-e-Fica é feito pela Companhia de Águas e Esgotos do Rio Grande do Norte (CAERN), que possui um escritório local, e a concessionária responsável pelo fornecimento de energia elétrica é a Companhia Energética do Rio Grande do Norte (COSERN), do Grupo Neoenergia, presente em todos os municípios do estado. A voltagem nominal da rede é de 220 volts.
Em 2010, o município possuía 87,69% de seus domicílios com água encanada, 99,18% com eletricidade e 84,46% com coleta de lixo. Em 2017, ano da última Pesquisa Nacional de Saneamento Básico (PNSB), Passa-e-Fica possuía uma rede de abastecimento com trinta quilômetros de tubulações, com 2 752 ligações ou economias, das quais 2 655 residenciais. Em média eram tratados 1 002 m³/dia de água, sendo que 748 m³ chegavam aos locais de consumo, resultando em um índice de perdas de 25,3%. O índice de consumo per capita chegava a 271,8 litros diários por economia. A rede de esgotamento sanitário tinha 20 km de extensão, porém apenas 2 m³/dia de esgoto eram tratados.
O código de área (DDD) de Passa-e-Fica é 084 e o Código de Endereçamento Postal (CEP) principal é 59218-000. Há cobertura de duas operadoras de telefonia, TIM e Vivo, que oferecem tecnologia em 4G e 3G, respectivamente. No último censo, 66,38% dos domicílios tinham apenas telefone celular, 5,35% celular e telefone fixo, 1,4% apenas o fixo e 26,86% não possuíam nenhum.
A frota municipal no ano de 2020 era de 1 478 automóveis, 1 477 motocicletas, 294	caminhonetes, 215 caminhões, 118	motonetas, 56 micro-ônibus, 52 camionetas, 46 ônibus, 24 reboque, 23 utilitários, onze semirreboques, nove ciclomotores e sete caminhões-trator, totalizando 3 810 unidades. No transporte rodoviário, é atravessado por duas rodovias, ambas estaduais, sendo elas a RN-093 e RN-269.

## Cultura
Dentre as festividades destacam-se as festas de emancipação política e da padroeira Nossa Senhora de Fátima, ambas em maio. Esta última se inicia no primeiro dia do mês e é celebrada em trezena, prosseguindo até o dia 13 de maio, encerrando com a missa solene e a procissão com a imagem de santa por algumas ruas da cidade. Durante os festejos alusivos à padroeira também ocorre a festa de emancipação política de Passa-e-Fica, em 10 de maio, com uma programação cultural diversificada que inclui, por exemplo, apresentações musicais, o Festival de Cultura e a Mostra Cultural da Educação Municipal. Em junho ocorrem as festas juninas, que incluem festivais de quadrilhas, barracas de gastronomia com comidas típicas e acendimento de fogueiras, sendo muito populares os tradicionais folguedos juninos, parte do folclore local.
O artesanato é outra forma espontânea da expressão cultural passa-fiquense tendo, dentre as atividades principais, o bordado e a renda, dentre as quais o frivolitê, de origem francesa. Passa-e-Fica também conta com grupos artísticos de capoeira, dança e manifestação tradicional popular, dentre as quais o Balé Popular Terras Potiguares, fundado em junho de 2010. No turismo, Passa-e-Fica integra o Polo Agreste/Trairi e é um importante destino na prática do ecoturismo e do turismo de aventura, tendo como atrativos o Mirante Alto de Terra da Timbaúba, de onde é possível ter uma visão de algumas cidades do agreste do Rio Grande do Norte; o Parque das Algarobas “José Flamarior de Oliveira" e a Serra dos Cocos. Deste último é possível avistar a Pedra da Boca, um parque estadual em Araruna, no vizinho estado da Paraíba.